# Молочай Ледебура
Молоча́й Ледебу́ра (Euphorbia ledebourii) — вид трав'янистих рослин з родини молочайні (Euphorbiaceae), поширений у Причорноморському регіоні. Видовим епітетом вшановано німецько-естонського ботаніка К. Ф. Ледебура.

## Опис
Однорічна рослина 8–20 см заввишки, стебла зазвичай прості. Листки 5–25 × 1–2 мм, цілі, гострі, гоструваті або усічені; нижні листки лінійно-лопатоподібні, зазвичай виїмчасті, інші — лінійні, тупі, верхівкові — вузько-лінійні, гоструваті. Плід — тридольна коробочка діаметром 2.5 мм. Насіння від яйцюватого до яйцювато-еліпсоїдного, 2 мм, поверхня нерівна, блідо-сіра, борозна і ямки темніші сірі або чорнуваті.
Цвітіння: травень — червень.

## Поширення
Поширений у Причорноморському регіоні: Румунія, Україна, Туреччина, Грузія, Вірменія, Азербайджан. Населяє гірський степ, гіпсові пагорби, скелястий ґрунт, виноградники.
В Україні вид зростає у кам'янистих місцях — у Криму.